# Per Olov Enquist

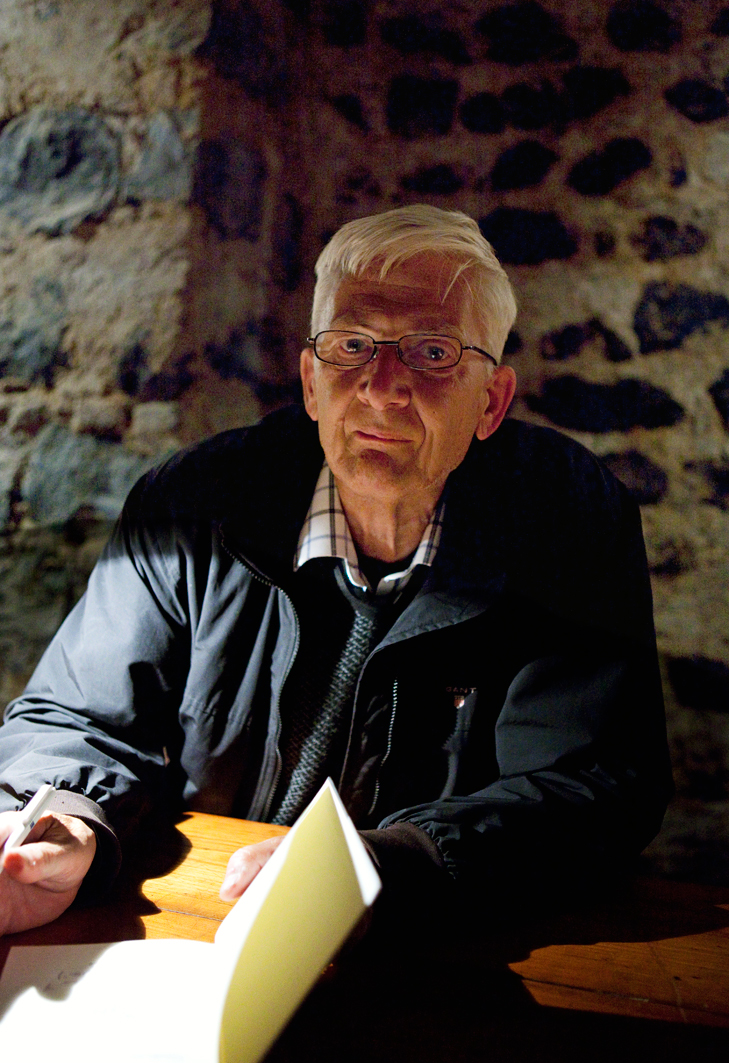
Per Olov Enquist
en Colonia el 22 de abril de 2009

Per Olov ’’P. O.“ Enquist (Hjoggböle, Skellefteå, 23 de septiembre de 1934 - Vaxholm, 25 de abril de 2020) fue un periodista, dramaturgo y novelista sueco. Considerado uno de los autores más prestigiosos del país.

## Trayectoria
Estudió historia de la literatura en la Universidad de Upsala y trabajó como columnista y moderador televisivo de 1965 a 1976. Gracias al Servicio Alemán de Intercambio Académico, residió en Berlín de 1970 a 1971, donde vivió la tensión de la Guerra Fría, y en 1973 fue profesor visitante en la Universidad de California, sede Los Ángeles, donde pudo seguir de cerca las protestas contra la guerra de Vietnam.
Es autor de una veintena de novelas y ensayos, nueve obras de teatro y cinco guiones de cine. Debutó en 1961 con la novela "Kristallögat"  (El ojo de cristal), a la que siguió "Magnetisörens femte vinter (El quinto invierno del magnetizador, 1964). Con "Legionärerna" (Los legionarios, 1968) obtuvo fama fuera de Suecia y ganó el premio de Literatura del Consejo Nórdico.
Con "Livläkarens besök" (La visita del médico de cámara, 1999) ganó el primero de sus dos premios Augusto, el galardón más importante de la literatura sueca, que volvió a obtener por su libro de memorias "Ett annat liv" (Otra vida, 2008), donde cuenta su batalla personal contra el alcoholismo.
Su último libro, "Liknelseboken" (El libro de las parábolas, 2013) es una continuación de su autobiografía.
Enquist escribió guiones para varias películas, entre ellas Pelle el conquistador, del danés Bille August, que ganó el Óscar a la mejor película extranjera en 1987.

## Premios y reconocimientos
Fue galardonado con el Premio de Literatura del Consejo Nórdico en 1968, el Premio Selma Lagerlöf en 1977, el Premio Dobloug en 1988 y el Premio Flaiano en 2002.
Su novela La visita del médico de cámara ha sido un éxito internacional, publicandose en 18 países, entre ellos España, y ganando el premio al mejor libro extranjero en Francia.

## Libros en español
- El ángel caído, 1998
- La visita del médico de cámara, 2002
- Para Fedra, 2002
- El quinto invierno del magnetizador, 2004
- La montaña de las tres cuevas, 2005
- Comedia onírica, 2007
- El libro de Blanche y Marie, 2007
- La biblioteca del capitán Nemo, 2015
- Otra vida (autobiografía), 2015
- La partida de los músicos, 2016
- La hora del lince y Fabricantes de imágenes, 2018